# Pool Party do Aviões
Pool Party do Aviões é um álbum ao vivo da banda brasileira Aviões do Forró, lançado em 28 de agosto de 2015 pela gravadora brasileira Som Livre e com produção musical de Dudu Borges.

## Antecedentes
Ao longo da carreira, a banda Aviões do Forró acabou dialogando com o cenário sertanejo, sobretudo ao que era chamado de sertanejo universitário. Músicas como "Pode Chorar" e "Amor Covarde" foram regravadas pela dupla Jorge & Mateus. Jorge, em especial, se tornou amigo de Xand Avião nos anos 2000. Musicalmente, o Aviões também se tornou conhecido pela fusão de gêneros, mas nunca tinha lançado músicas com influências diretas do sertanejo.
Depois de comemorar uma década de carreira com o projeto 10 Anos, que recebeu disco de ouro da Pro-Música Brasil, a banda se aproximou do produtor Dudu Borges, parceiro recorrente de Jorge & Mateus e outras duplas do sertanejo, para lançar singles inéditos. O primeiro deles foi "Lei da Vida", cantado por Solange Almeida e lançado em dezembro de 2014. A faixa se tornou um dos principais sucessos do grupo na década. E em 2015, Xand Avião foi intérprete de "Fiquei Sabendo", que também teve um bom desempenho comercial. As duas músicas fariam parte do próximo álbum inédito, que se tornaria Pool Party do Aviões.

## Gravação
Em entrevista ao Diário de Pernambuco em 2016, Xand Avião disse: "Queríamos algo diferente de tudo que já tinham criado. Em uma de minhas viagens fui a uma pool party, achei fantástico e quis levar para nossa realidade". A proposta era que o álbum fosse gravado num formato distinto que os trabalhos anteriores do grupo, que ocorreram em shows convencionais. Inicialmente, Solange Almeida cogitou gravar o álbum em Las Vegas, nos Estados Unidos, mas logo depois pensou no Beach Park. O álbum foi gravado em junho de 2015 no parque aquático, localizado em Fortaleza, capital do Ceará. Para isso, um palco foi montado no meio de uma piscina de ondas. Em entrevista ao UOL, Solange disse:
Quando surgiu o projeto de um novo DVD, tínhamos mil e uma ideias em mente mas todas já haviam sido executadas, e Xand participou de uma dessas festas em Las Vegas e deu a ideia. E a galera abraçou geral o projeto.
A direção de vídeo do projeto ficou a cargo de Joana Mazzucchelli, que tinha dirigido álbuns ao vivo como MTV ao Vivo, da banda Skank, e Ao Vivo em Goiânia, de Bruno & Marrone.

## Estilo musical
Dudu Borges foi chamado para produzir o álbum. Diferentemente dos demais projetos da dupla, Pool Party do Aviões é um álbum totalmente sertanejo e incluiu "Lei da Vida" e "Fiquei Sabendo". Na época, Xand Avião justificou dizendo que não seria um abandono total do forró: "O Aviões não virou sertanejo, que é um segmento bem parecido com o forró, é a gente é que está sempre se reinventando. Ele teve direção musical de Dudu Borges, que é um parceiro nosso e que não é um produtor especificamente da música sertaneja, ele já trabalhou com outra galera também como Fábio Júnior, Jorge Ben Jor e até Ricky Martin".

## Lançamento
Pool Party do Aviões foi lançado em agosto de 2015 pela gravadora brasileira Som Livre em CD e em formato digital. A versão em DVD foi liberada em novembro de 2015.
Em 2022, a versão em DVD do álbum recebeu certificação de disco de ouro pela Pro-Música Brasil.

## Vendas e certificações
| País   | Associação de gravadoras | Certificação | Vendas   |
| ------ | ------------------------ | ------------ | -------- |
| Brasil | Pro-Música Brasil        | - Ouro       | - 30.000 |

## Faixas
A seguir lista-se as faixas, compositores e durações de cada canção de Pool Party do Aviões:
| N.º            | Título                                          | Compositor(es)                                 | Vocais                     | Duração |  |
| 1.             | "Introdução"                                    | Dudu Borges                                    |                            | 1:14    |  |
| 2.             | "Aviões Chegou"                                 | Tierry Magno Santana                           | Xand Avião Solange Almeida | 2:53    |  |
| 3.             | "Pool Party"                                    | Raphael Ribeiro Fabrício Bitencort             | Xand Avião                 | 3:21    |  |
| 4.             | "Sei Lá"                                        | Cleber Show Rogério Lopes Bidu Jeferson        | Xand Avião                 | 2:52    |  |
| 5.             | "Tô Nem Aí"                                     | Alle Barbosa Rhino Leite                       | Solange Almeida            | 3:20    |  |
| 6.             | "Tô Com Pena de Você"                           | Show Italo Renno Guilherme Dantas              | Solange Almeida            | 3:16    |  |
| 7.             | "Aí Eu Vi Vantagem"                             | Tierry Santana Edu Valim Renan Valim           | Xand Avião                 | 2:56    |  |
| 8.             | "Fiquei Sabendo"                                | Hélio Rodrigues Caninana do Forró              | Xand Avião                 | 3:46    |  |
| 9.             | "Banca de Flores"                               | Danilo Mendes Vinicius Romero Johnny Rodrigues | Xand Avião Solange Almeida | 3:20    |  |
| 10.            | "Nosso Segredo (Sorriso Amarelo)"               | Zélia Santti Solange Almeida                   | Solange Almeida            | 3:22    |  |
| 11.            | "A Tua Agenda e a Minha Vida (Eu Me Amo Tanto)" | Barbosa                                        | Solange Almeida            | 3:36    |  |
| 12.            | "Interior da Bahia"                             | Edu Valim Filipe Scandurras                    | Xand Avião                 | 3:04    |  |
| 13.            | "Deixa Molhar"                                  | Latino                                         | Xand Avião                 | 3:10    |  |
| 14.            | "Namoro Sério"                                  | Edu Valim Scandurras                           | Xand Avião                 | 3:22    |  |
| 15.            | "Tenho Medo Não"                                | Chrystian Lima Flávio Bento                    | Xand Avião Solange Almeida | 3:32    |  |
| 16.            | "Somos Diferentes"                              | Chrystian Lima Ivo Lima                        | Xand Avião Solange Almeida | 3:44    |  |
| 17.            | "Lei da Vida"                                   | Wallace Viana André Vieira                     | Solange Almeida Xand Avião | 3:47    |  |
| Duração total: | Duração total:                                  | Duração total:                                 | Duração total:             | 54:37   |  |